# Новосельский (Оренбургская область)
Новосельский — посёлок в Ясненском городском округе Оренбургской области России. Согласно административно-территориальному устройству сохраняет свой статус административного центра Новосельского сельсовета Ясненского района. Проживают казахи.

## География
Находится в юго-восточной части области, в степной зоне, в пределах Кумакско-Киембайского холмисто-увалистого района Зауральского плато, по обоим берегам реки Кумак.
Абсолютная высота — 296 метров над уровня моря.
Климат
умеренный, резко континентальный. Средняя температура января −18 °C, июля — +21 °C. Годовое количество осадков — 250—290 мм.

## История
В 1966 г. Указом Президиума ВС РСФСР посёлок участка № 5 совхоза «Акжарский» переименован в Новосельский.
До 1 января 2016 года посёлок являлся административным центром муниципального образования Новосельский сельсовет.

## Население
| 2010 |
| ---- |
| 993  |

Национальный состав
Согласно результатам переписи 2002 года, в национальной структуре населения казахи составляли 68 % от 1087 жителей.

## Инфраструктура
Развито сельское хозяйство.
В посёлке функционируют МОБУ «Целинная ООШ», детский сад «Колосок» и отделение Почты России.

## Транспорт
Доступен автотранспортом.